# 1095 Avenue of the Americas
1095 Avenue of the Americas es un rascacielos de 192 metros de alto de Nueva York. Fue construido entre 1972 y 1974 como la sede de New York Telephone y cuenta con 41 plantas. El edificio también sirvió como la sede de NYNEX y Bell Atlantic. Kahn & Jacobs diseñó el edificio, que es la 61.º edificio más alto de Nueva York. La fachada original se dice que está diseñado para parecerse a los relés que se encuentran comúnmente en el interior de los teléfonos de la época. De 2006 a 2007 la torre recibió una renovación de $260 millones que mejoró el espacio de oficinas de Clase B+ a Clase A. La compañía telefónica trasladó su sede al Edificio Verizon a principios de la década de 2000, y vendió la mayor parte del edificio, quedándose las plantas 6 a 12, donde Verizon tenía sus oficinas y una central telefónica para líneas fijas deMidtown Manhattan. Sin embargo, en 2013, la compañía trasladó su sede corporativa de vuelta a 1095 Avenue of the Americas, tras vender los pisos superiores del Edificio Verizon.
Además de Verizon, entre los principales inquilinos encontramos el gigante asegurador  MetLife (cuyo nombre se encuentra en el dintel de la puerta de entrada), el bufete de Dechert LLP, iStar Financial, Lloyds Banking Group, Instinet, y Standard Chartered USA.
En 2016 Salesforce.com firmó un acuerdo para cambiar el nombre del edificio a Salesforce Tower y la compañía, con sede en San Francisco, ocupará 5 pisos. Los primeros empleados de Salesforce se mudaron a la nueva oficina el lunes 14 de noviembre de 2016.